# Zoltán Dani

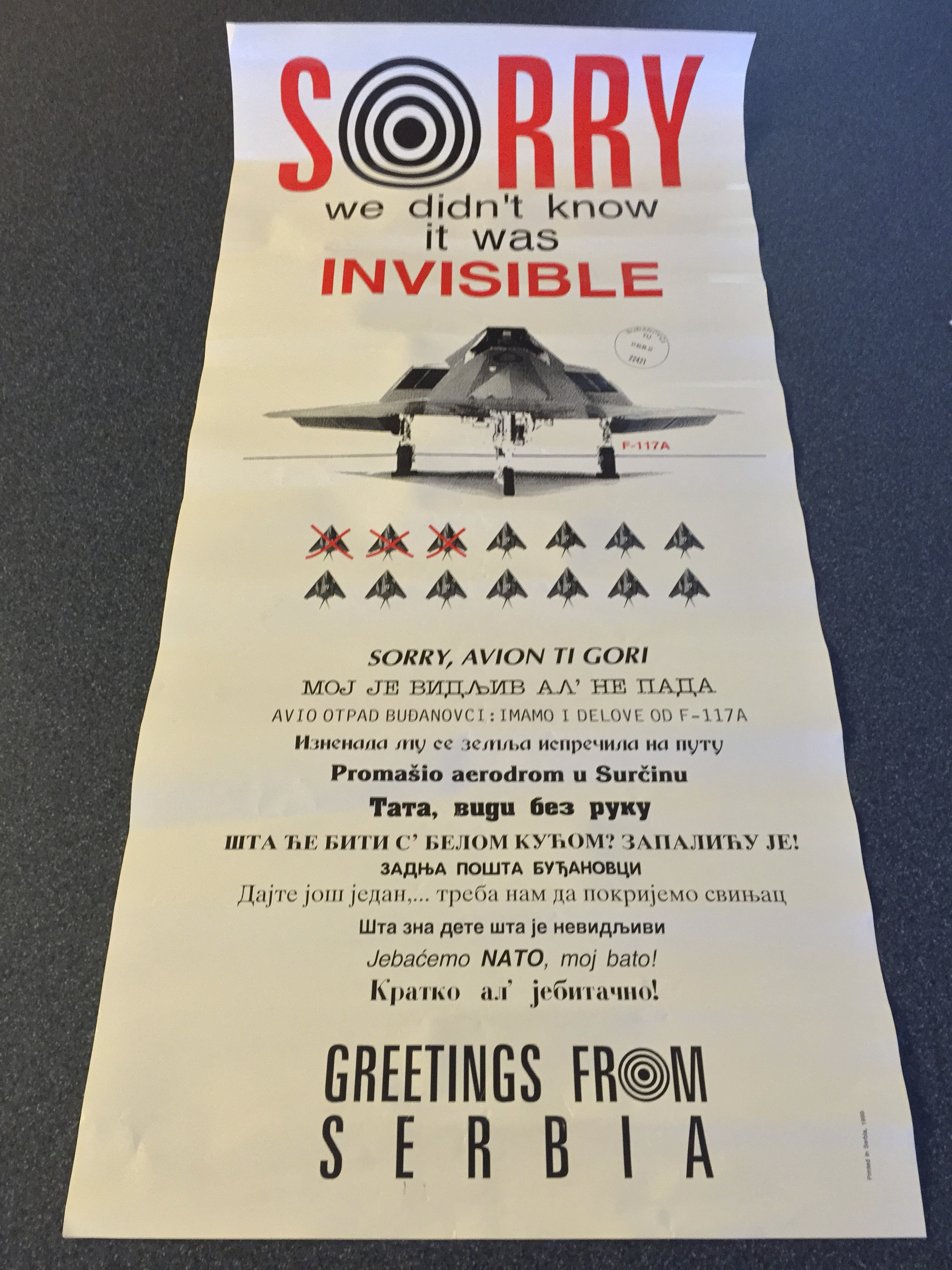
Affiche de propagande serbe, disant "excusez-nous, nous ne savions pas qu'il était invisible"

Zoltán Dani (en alphabet cyrillique serbe : Золтан Дани; en alphabet latin serbe : Zoltan Dani), né le 23 juillet 1956 à Skorenovac (Yougoslavie, actuelle Serbie), est un homme politique,, ancien colonel et commandant de la 3e batterie de la 250e brigade de missiles de la défense antiaérienne de l'armée yougoslave à la retraite, qui a abattu un F-117 Nighthawk, avion d'attaque au sol furtif de l'US Air Force, près du village de Buđanovci le 27 mars 1999, durant l'opération militaire de bombardement de l'Opération Force alliée de l'OTAN pendant la guerre du Kosovo.

## Biographie
Il est connu pour avoir fait abattre un avion furtif des États-Unis, le Lockheed Martin F-117 Nighthawk.

### Guerre de Yougoslavie
Le 27 mars 1999, durant la guerre du Kosovo, un F-117A fut abattu par un missile anti-aérien S-125 au-dessus de la Serbie. Le pilote s'éjecta et fut récupéré sain et sauf. Zoltán Dani, en tant que commandant de la batterie de missiles serbe aurait modifié et amélioré les caractéristiques de celle-ci (il n'en a jamais cependant apporté une quelconque preuve) et disposait d'un radar plus puissant que celui d'origine qui aurait réussi à détecter l'avion, lequel volait dans de mauvaises conditions météorologiques réduisant sa furtivité, à 25 km. L'Otan a soupçonné l'armée de Yougoslavie d'utiliser un radar passif, appareil peu coûteux qui utilise la réflexion des ondes radio et télé ambiantes, pour guider leurs missiles. Les Serbes ont donné une aile à la Russie, tandis que la campagne serbe était parcourue par des agents chinois qui rachetaient aux paysans des débris de l'appareil qui aurait permis la conception du Chengdu J-20.

## Postérité
Un film documentaire The 21st Second fut fait sur Zoltán Dani. Dani participa également dans le documentaire The Second Meeting, où il rencontra Dale Zelko, le pilote de F-117 qui fut abattu,.